# János Földeák
János Földeák (n. 20 februarie 1910, Budapesta, Austro-Ungaria – d. 19 octombrie 1997, Budapesta, Ungaria) a fost un scriitor maghiar.